# Ville de Paris (Luftschiff, 1906)
Die Ville de Paris (französisch für Stadt Paris) war ein im Jahr 1906 gebautes französisches Prallluftschiff.

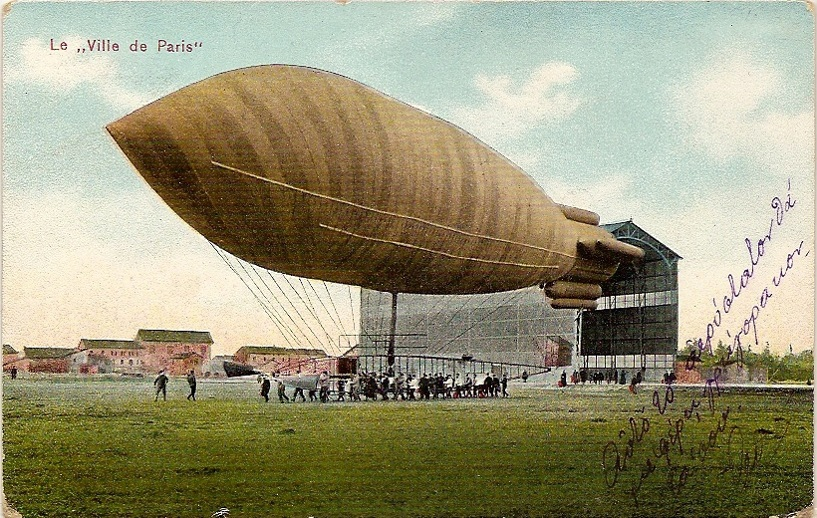
Die Ville de Paris auf einer kolorierten Postkarte

## Vorgeschichte
In den Jahren 1901 bis 1903 ließ Henry Deutsch de la Meurthe von der Société Mallet, Mélandri et de Pitray ein neuartiges Luftschiff nach Plänen des Konstrukteurs Victor Tatin herstellen. Diese erste Ville de Paris war noch unfertig ein Blickfang beim Salon de l’automobile. Eine Fahrt als Luftschiff machte sie jedoch nie.

## Geschichte

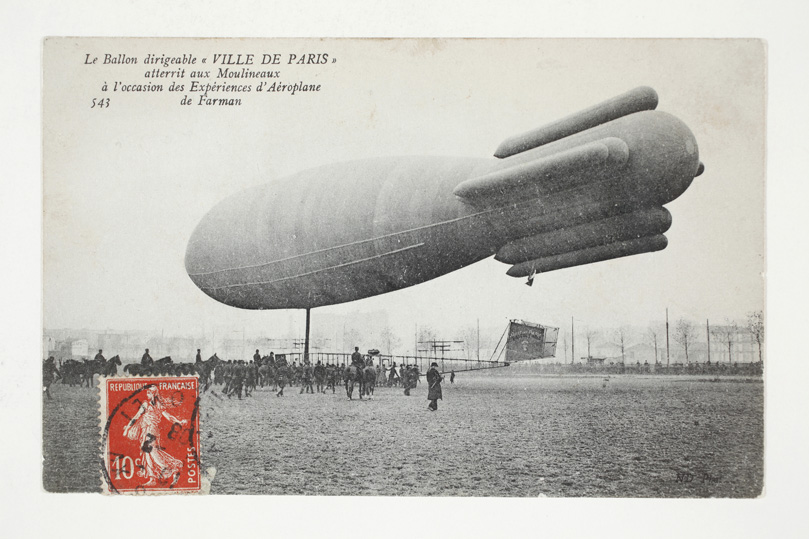
Die Ville de Paris in Moulineaux 1910

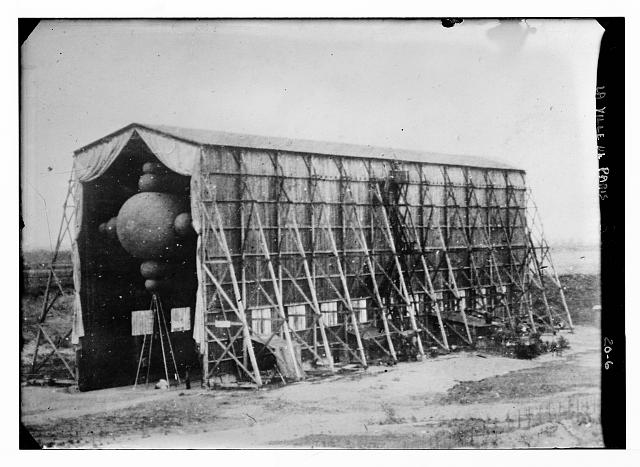
Die Ville de Paris in ihrem Hangar

Im Jahr 1906 ließ Deutsch ein neues Luftschiff nach Plänen des Konstrukteurs Édouard Surcouf bauen. Die Ballonhülle entstand in Deutschs Fabrik in Billancourt, die Mechanik lieferte Voisin Frères. Das Modell ähnelte der 1884 von Charles Renard gebauten La France.
In einer ehemaligen Sandgrube zwischen Sartrouville und Montesson entstand 1906 ein umzäunter Luftschiffstartplatz mit einem hölzernen Luftschiffhangar.
Die Stammbesatzung der Ville de Paris bestand aus Deutschs Neffen, dem Piloten Henry Kapférer (1870–1956), und dem Bordmechaniker Louis Paulhan. Der Ballon wurde erstmals ab dem 8. Oktober 1906 befüllt. Danach und im Jahr 1907 fanden einige Testfahrten in der Umgebung Sartrouvilles statt, am 12. September fuhr es erstmals über Paris. Einige Fahrten wurden mit Passagieren unternommen, darunter Fürst Albert und Charles Rolls. Bei einer Testfahrt im November 1907 waren fünf Passagiere an Bord.
Nach dem Verlust der Patrie Ende November 1907 übernahm die französische Armee das ihr von Deutsch bereits zuvor angebotene Luftschiff als Ersatz.
Die Fahrt des Luftschiffs von Sartrouville nach Verdun am 24. Dezember musste wegen aufkommenden Windes abgebrochen werden, führte jedoch zu wiederholten Überfahrten des Stadtzentrums von Paris. Die Ville de Paris erregte dabei durch häufige Sirenentöne die Aufmerksamkeit zahlreicher Schaulustiger.
Die Überführung des Luftschiffs nach Verdun gelang am 15. Januar. Dabei legte es von Wind unterstützt in 9 Stunden und 38 Minuten eine Strecke von 260 km zurück, einschließlich der Zeit für die Behebung zweier Motorpannen und der Landemanöver. Unterwegs erreichte die Ville de Paris eine Höhe von 650 m.
Am Ballonstartplatz am Fuß des Hügels des Fort de Belleville bei Verdun stand ein Hangar für die Ville de Paris als Anfang eines späteren Militärluftschiffhafens.
Im Jahr 1908 wurde die Ville de Paris durch Deutschs und Surcoufs neubenanntes Unternehmen Société Astra für das Militär umgebaut. Bei einer Testfahrt am 16. November musste das Luftschiff nach der Landung wegen eines Propellerschadens von einer Pionierkompanie sechs Kilometer zurück zu seinem Hangar gezogen werden. Nach der Reparatur und weiteren Testfahrten wurde im Dezember die Gasfüllung der „exzellenten Maschine“ abgelassen.
Eine Fahrt der Ville de Paris über Verdun wurde noch vom 14. August 1910 vermeldet. Das Luftschiff diente der Armee jahrelang zu Trainingszwecken. Im Jahr 1913 wurde die „große Jacht der Lüfte“ schließlich abgebrochen.

## Beschreibung

### Fertigstellung

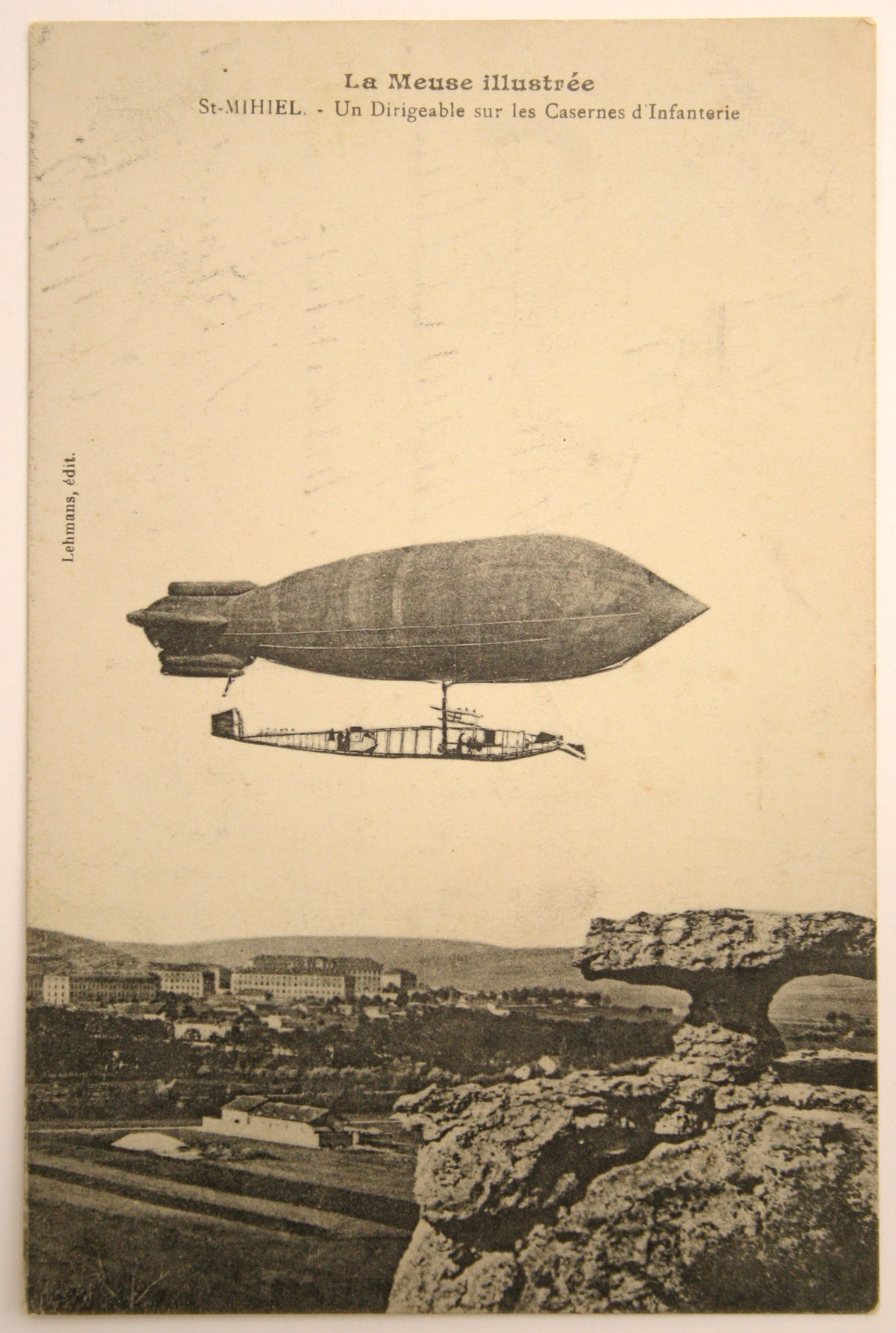
Die Ville de Paris auf einer 1915 von der deutschen Feldpost beförderten Postkarte

Bei ihrer Fertigstellung war die Ville de Paris 60,4 m lang, die Ballonhülle hatte einen Durchmesser von 10,5 m. Das Volumen des mit Wasserstoffgas befüllten Ballons betrug etwa 3200 m3.
Die 829 kg schwere Ballonhülle bestand aus von Continental geliefertem, innen mit Kautschuk beschichteten Baumwollstoff mit einer in der Webrichtung um 45° gedrehten zweiten inneren Lage. Die parisergelbe Farbe der Hülle sollte den empfindlichen Kautschuk vor Sonnenstrahlung schützen. Als neuartiges Konstruktionselement bildeten am Heck acht in Flugrichtung angeordnete und mit Wasserstoffgas gefüllte Schläuche ein kreuzförmiges Leitwerk, ohne zum Auftrieb beizutragen.
Ein in drei Kammern unterteiltes Ballonett mit 500 m3 Volumen ermöglichte die Auftriebsregulierung der Ville de Paris. Dazu konnte ein von Surcouf und Kapférer konstruierter 27 kg schwerer Kompressor, der vom Luftschiffsmotor angetrieben wurde, einen Überdruck von bis zu acht Millibar im innerhalb der Hülle montierten luftgefüllten Ballonett erzeugen.
Ein Gasablassventil an der Oberseite der Ballonhülle konnte vom Piloten durch ein Seil betätigt werden, zwei automatisch bei 35 Millibar oder vom Piloten per Hand zu öffnende waren an der Unterseite und in der Nähe des Hecks und zwei bei 25 Millibar oder von Hand zu öffnende an der Unterseite des Ballonetts eingebaut.
Entlang der Seiten der Ballonhülle waren robuste Streifen Baumwollstoff angenäht, an denen Hanfseile hingen, die an über 50 Stahldrähten die 5,5 m unter dem Ballon hängende Ballongondel trugen.
Die Gondel war eine 31 m lange, 300 kg schwere von Aluminiumprofilen und Stahldraht zusammengehaltene Holzrahmenkonstruktion.

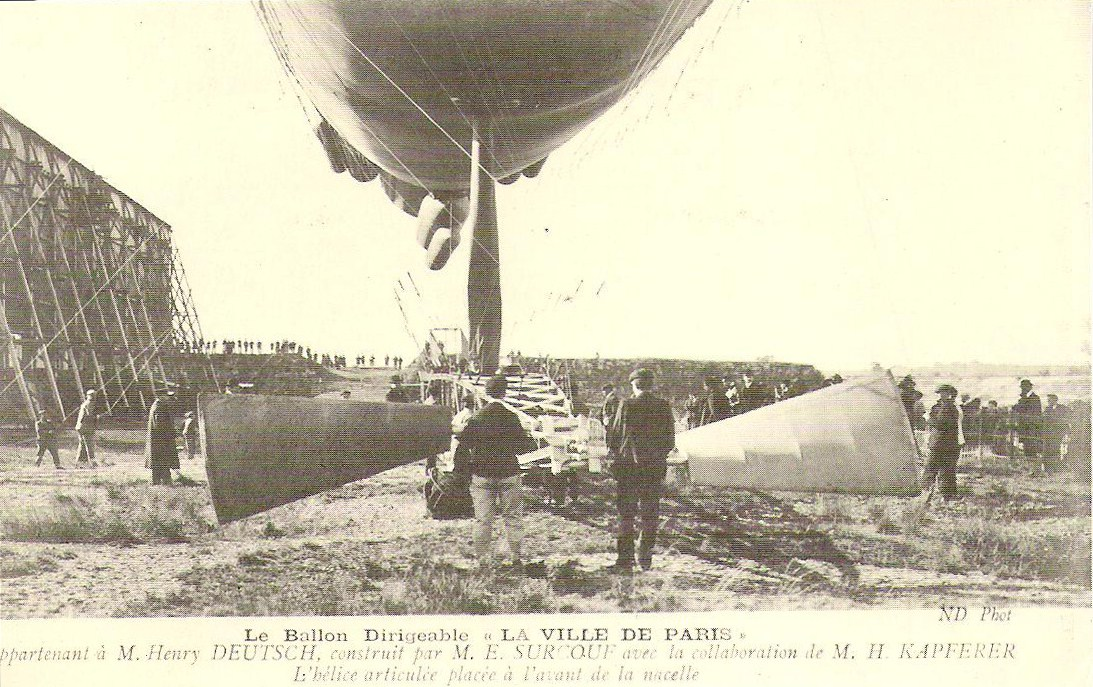
Der Propeller am Bug der Gondel der Ville de Paris

Der Zweiblattpropeller am vorderen Ende der Gondel hatte hölzerne Blätter und eine Stahlachse. Die Luftschraube mit 6 m Durchmesser wurde von einem 70 bis 75 PS starken Vierzylindermotor des Herstellers Argus auf bis zu 250 min−1 angetrieben. Der Bordmechaniker konnte ihn während der Fahrt betreuen. Die Ville de Paris erreichte eine Eigengeschwindigkeit von 38 bis 40 km/h.
Der im Schwerpunkt der Gondel platzierte Pilot bediente mit drei Steuerrädern ein 15 m2 großes Seitenruder und ein Paar Höhenruder mit 4 m2 Fläche am Heck der Gondel sowie ein weiteres Paar Höhenruder mit 8 m2 Fläche an ihrem Schwerpunkt.
Die wegen der Motorvibrationen elastisch aufgehängten Bordinstrumente waren ein als Höhenmesser bis 1.500 Fuß geeignetes Aneroid-Barometer und ein Dynamometer, das wahlweise an Ballonhülle oder Ballonett angeschlossen werden konnte. Zur Kontrolle dienten wassergefüllte kommunizierende Röhren. Als Kommunikationsmittel konnten Brieftauben mitgenommen werden.
Zur Bewegung am Boden war eine 30 Mann starke Haltemannschaft vorgesehen, der eine 120 m lange Führungsleine am Bug der Gondel und eine 70 m lange an deren Schwerpunkt befestigte Halteleine zur Verfügung standen.

### Umrüstung
Bei den Umbauarbeiten im Jahr 1908 verlängerte die Société Astra die Ville de Paris um 6 m auf 66 m, wodurch das Ballonvolumen auf 3600 m3 stieg. Der neue Motor war von einem Automotor der Marke Chenu abgeleitet. Ein neu konstruierter 90 kg schwerer Propeller, der mit einem Untersetzungsgetriebe nur noch mit 180 min−1 drehte, ermöglichte es, die Motorleistung von 80 PS besser zu nutzen. Die Gondel wurde in vielen Details nach dem Vorbild der Clément-Bayard verbessert. Bei den Testfahrten im November und Dezember 1908 wurden eine Höhe von 975 m und eine Eigengeschwindigkeit von 44 km/h erreicht.

## Technische Daten
| Kenngröße             | bei Fertigstellung (1906)                                       | nach Umrüstung (1908)              |
| --------------------- | --------------------------------------------------------------- | ---------------------------------- |
| Länge                 | 60,4 m                                                          | 66 m                               |
| Durchmesser           | 10,5 m                                                          | 10,5 m                             |
| Hüllenvolumen         | 3195 m3                                                         | 3600 m3                            |
| Gasfüllung            | Wasserstoff                                                     | Wasserstoff                        |
| Ballonettvolumen      | 500 m3                                                          | 500 m3                             |
| erreichte Höhe        | 650 m                                                           | 975 m                              |
| Antrieb               | 1 × Argus-Vierzylinder-Reihenmotor (von Anfang an: Chenu 70 PS) | 1 × Chenu-Vierzylinder-Reihenmotor |
| Leistung              | ca. 51 bis 55 kW (70 bis 75 PS)                                 | ca. 59 kW (80 PS)                  |
| Propeller             | 6 m Durchmesser maximal 250 min−1                               | 6 m Durchmesser maximal 180 min−1  |
| Höchstgeschwindigkeit | 38 bis 40 km/h                                                  | 44 km/h                            |
| Besatzung             | 2: Pilot Bordmechaniker                                         | 2: Pilot Bordmechaniker            |